# Tyler Alvarez
Tyler Sage Alvarez (Nueva York, 25 de octubre de 1997) es un actor de cine y televisión estadounidense. Interpretó a Peter Maldonado en American Vandal, Benny Mendoza en Orange Is the New Black y Diego Rueda en Every Witch Way.

## Vida y educación
Álvarez nació en la ciudad de Nueva York, de padre cubanoamericano de primera generación y madre puertorriqueña de cuarta generación. Fue educado en Fiorello H. LaGuardia High School en la ciudad de Nueva York y en Jericho High School en Jericho, Nueva York.

## Vida privada
El 11 de junio de 2021, Álvarez se declaró gay públicamente en las redes sociales.

## Filmografía

### Cine
| Año  | Título                      | Personaje    | Notas                  |
| ---- | --------------------------- | ------------ | ---------------------- |
| 2013 | The House That Jack Built   | Young Hector |                        |
| 2013 | Brothers in Arms            | Logan        | Cortometraje           |
| 2014 | Every Witch Way: Spellbound | Diego Rueda  | Película de televisión |
| 2017 | High School Lover           | Larry        | Película de televisión |
| 2018 | The Pretenders              | Doug         |                        |
| 2020 | John Henry                  | Oscar        |                        |
| 2022 | Crush                       | Dillon       |                        |

### Televisión
| Año       | Título                    | Personaje             | Notas                                |
| --------- | ------------------------- | --------------------- | ------------------------------------ |
| 2014–2015 | Every Witch Way           | Diego Rueda           | Reparto principal                    |
| 2015      | Talia in the Kitchen      | Diego Rueda           | Episodio: "Every Witch Lola's"       |
| 2015–2017 | Orange Is the New Black   | Benny Mendoza         | 5 episodios                          |
| 2017–2018 | American Vandal           | Peter Maldonado       | 16 episodios                         |
| 2017      | Fresh Off The Boat        | Wes                   | Episodio: "Slide Effect"             |
| 2018      | The Fosters               | Declan Rivers         | 5 episodios                          |
| 2019      | Veronica Mars             | Juan-Diego De La Cruz | Elenco recurrente                    |
| 2021      | Yo nunca                  | Malcolm Stone         | Elenco recurrente; temporada 2       |
| 2021      | What We Do in the Shadows | Wes Blankenship       | Episodio: "The Cloak of Duplication" |
| 2022      | Blockbuster               | Carlos Herrera        | Reparto principal                    |